# حمام بزرگ و کوچک اردکان
حمام بزرگ و کوچک اردکان مربوط به اوایل دوره قاجار است و در اردکان، جنب مسجد جامع، روبروی موزه واقع شده و این اثر در تاریخ ۹ اردیبهشت ۱۳۸۲ با شمارهٔ ثبت ۸۵۵۱ به‌عنوان یکی از آثار ملی ایران به ثبت رسیده است.